# Saint-Léger-le-Guérétois
Saint-Léger-le-Guérétois este o comună în departamentul Creuse din centrul Franței. În 2009 avea o populație de 423 de locuitori.

## Evoluția populației
| An        | 1975 | 1982 | 1990 | 1999 | 2006 | 2009 |
| --------- | ---- | ---- | ---- | ---- | ---- | ---- |
| Populație | 342  | 385  | 446  | 425  | 404  | 423  |